# Beau Repaire
Albums de Jacques Higelin
Paris/Zénith 18-10-2010
(2010) Higelin 75
(2016)
Beau Repaire est le seizième album studio de Jacques Higelin, sorti le 1er avril 2013. 
L'album a été enregistré à Saint-Rémy-de-Provence, à La Fabrique et produit par Dominique Mahut et Édith Fambuena. Higelin est l'auteur de toutes les compositions et paroles,.

## Chansons
| No  | Titre                                                             | Durée |
| --- | ----------------------------------------------------------------- | ----- |
| 1.  | La Balade au bord de l'eau                                        | 3:22  |
| 2.  | Délire d'alarme                                                   | 4:14  |
| 3.  | Tu m'as manqué                                                    | 4:16  |
| 4.  | Seul                                                              | 2:10  |
| 5.  | Rendez-vous en Gare d'Angoulème                                   | 4:14  |
| 6.  | Duo d'anges heureux (avec Sandrine Bonnaire)                      | 3:53  |
| 7.  | Être là, être en vie                                              | 4:11  |
| 8.  | Pour une fois                                                     | 5:18  |
| 9.  | Hey man                                                           | 3:41  |
| 10. | La Joie de vivre                                                  | 3:37  |
| 11. | Tomorrow morning                                                  | 3:31  |
| 12. | Château de sable (avec la participation de Sonia Wieder-Atherton) | 3:50  |

## Intervenants
- Jacques Higelin : chant, piano
- Dominique Mahut : percussions
- Christopher Board : piano, claviers
- Marcello Giuliani : basse, contrebasse
- Philippe Entressangle : batterie
- Frédéric Gastard : saxophone
- Matthias Mahler : trombone
- Sylvain Bardiau : trompette
- Frédéric Gastard : arrangements cuivres
- Anne Gouverneur : violon alto
- Maëva le Berre : violoncelle
- Maëva Le Berre et Anne Gouverneur : arrangements cordes

- Réalisé et arrangé par Édith Fambuena et Dominique Mahut
- Enregistré et mixé par Jean François Delort au studio La Fabrique (St R de Provence) assisté de Damien Arlot, au Studio Afternoon Sessions (Paris) et au studio The Red Room (Suresnes) assisté de Guillaume Sauvageot.
- Masterisé par Benjamin Joubert (Translab, Paris)

et les équipes de régie, de production.

## Trois formats différents
- CD boîtier-cristal (édition courante) avec photos et textes des chansons.
- CD édition limitée avec livret carnet (100 pages).
- Album vinyle